# Autodoc
Autodoc SE è una società di e-commerce che vende ricambi per auto, camion e moto in 27 paesi europei. I suoi principali clienti sono privati e piccole officine.

## Storia
Autodoc è stata fondata nel 2008 come E&S Pkwteile GmbH da Alexej Erdle, Max Wegner e Vitalij Kungel. Nei primi anni, l'azienda aveva sede a Berlino-Weißensee. Dal 2010, gli uffici e gli spazi logistici hanno sede a Berlino-Lichtenberg. L'espansione in Austria e Svizzera è iniziata nel 2011, seguita dall'ingresso nel Regno Unito, Francia, Italia e Spagna nel 2012.
Nel 2015, l'azienda è stata rinominata Autodoc GmbH. Nel 2016, il fatturato annuo ha superato i 100 milioni di euro e nel 2017 ha superato i 250 milioni di euro. Nel 2018 ha ampliato la propria gamma di prodotti includendo pezzi di ricambio per camion e altri veicoli commerciali. Nel 2021, il fatturato annuo dell'azienda ha superato il miliardo di euro.
Nel 2018, la società è stata riconosciuta dal Financial Times come una delle aziende in più rapida crescita in Europa in base ai ricavi, senza bisogno di finanziamenti esterni.
Nel 2019, ha firmato una partnership con TecAlliance, una società di dati, per integrare la piattaforma B2B Order Manager, uno strumento multifunzionale per l'intero processo dall'ordine alla fattura. Da giugno 2019, ha un ufficio di rappresentanza in Kurfürstendamm 22 (Kranzler-Eck) a Berlino.
Il più grande centro logistico dell'azienda si trova a Stettino, in Polonia, aperto nel 2018 e ampliato con un centro di distribuzione semiautomatico nel settembre 2020. Nel dicembre 2022 è stato completato un nuovo centro logistico con 40.000 metri quadrati di spazio di magazzino.
Da novembre 2022, la società opera come Autodoc SE (Societa Europea). Autodoc ha sedi in Germania, Polonia, Italia, Repubblica Ceca, Ucraina, Spagna, Moldavia, Francia e Portogallo.
Nel 2023, il fatturato è cresciuto fino a 1,3 miliardi di euro.

## Panoramica
La gamma di prodotti dell'azienda comprende circa 4,8 milioni di pezzi di ricambio per auto, camion e moto dei settori motore, telaio, illuminazione, impianto elettrico, ventilazione e pneumatici per oltre 75.000 modelli di veicoli. Sul sito web ufficiale, offre lezioni video gratuite condotte da esperti del settore automobilistico.
Nel 2018 è stato il partner ufficiale dell'ADAC Rally Masters, mentre nel 2019 è stato partner ufficiale del FIA World Rally Championship (WRC) e sponsor di tutti i round europei.
Nel 2020, Autodoc Italia ha rilasciato l'app Autodoc Club per iOS e Android e il programma Autodoc Plus.